# Adrienne Corri
Adrienne Corri  (Glasgow, 13 de noviembre de 1930-Londres, 13 de marzo de 2016) fue una prolífica actriz de cine y televisión británica, que se hizo más conocida en 1971 cuando participó en La naranja mecánica, película de culto de Stanley Kubrick .

## Datos biográficos
Adrienne Corri nació como Adrienne Riccoboni, en Glasgow, Escocia, en 1930: su padre era italiano, Luigi Riccoboni, y su madre, británica, era Olive Smethrust.[cita requerida]

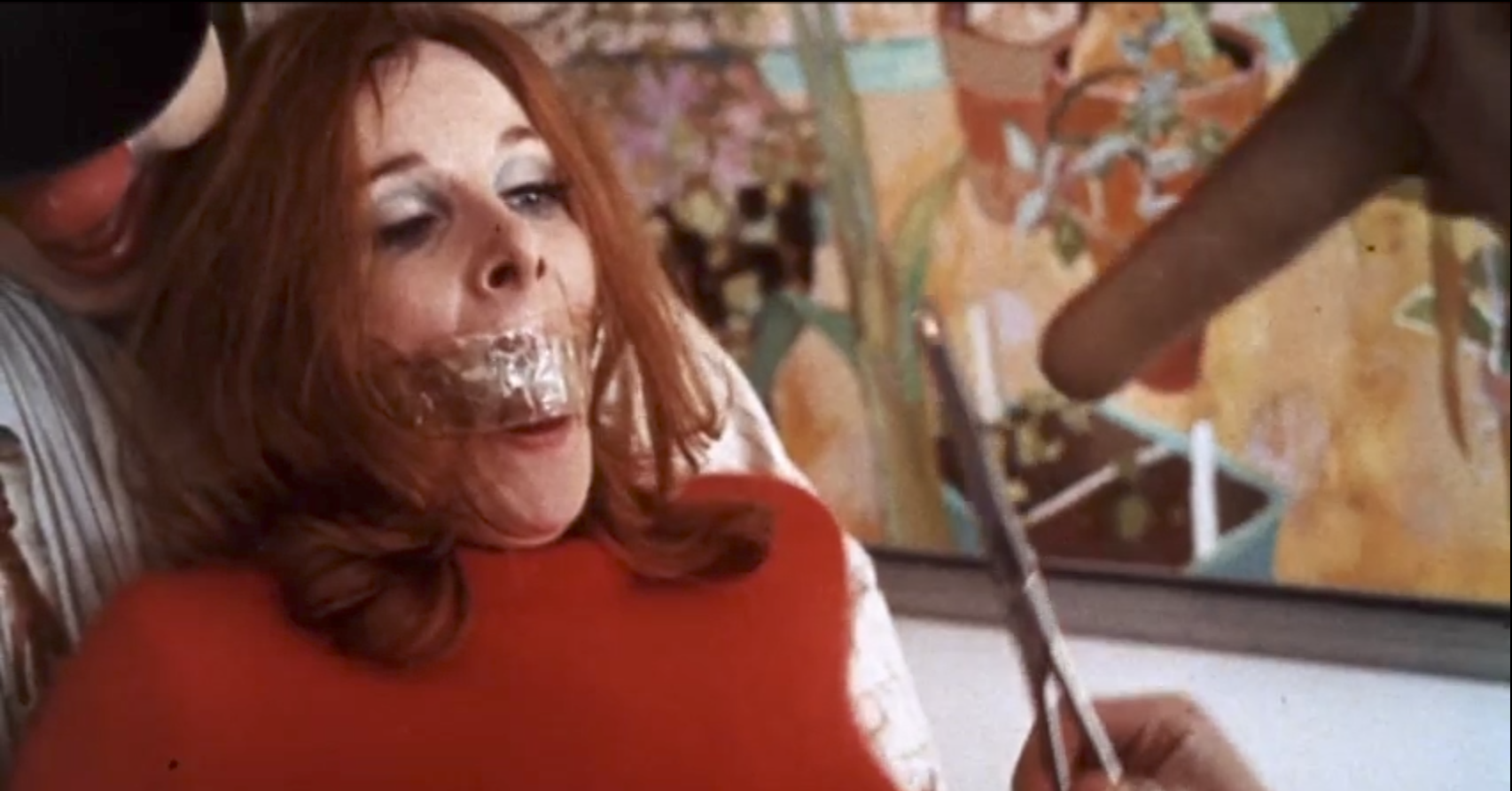
Adrienne Corri, en la película La naranja mecánica.

Estudio actuación en la Real Academia de Arte Dramático (RADA), donde se formó como actriz shakespeariana, e hizo su debut en 1949 en la comedia The Romantic Age (1949). Posteriormente apareció como extra en Quo Vadis? y, posteriormente, en la película The River, de Jean Renoir, de 1951.
Su notable apariencia italiana y sensual, sumada a su fuerte personalidad, la llevó a ser considerada para roles secundarios de mujeres de carácter y mujer fatal en películas de ciencia ficción y del género de terror. Posteriormente apareció en películas como Doctor Zhivago, de 1965.
Se hizo más conocida en 1971, cuando interpretó a la esposa del escritor que es violada por los "drugos" en la película La naranja mecánica, realizando un atrevido desnudo en una de las escenas más controvertidas. Recibió el papel después de que otras dos actrices lo rechazaran porque lo consideraron humillante. Corri no tenía reparos en aparecer desnuda, bromeando con Malcolm McDowell: "Bueno, Malcolm, estás a punto de descubrir que soy pelirroja natural".
Corri se ganó el respeto de Kubrick por su disposición a someterse al agotador proceso suyo de filmar tomas obsesivamente. Recordó: "Durante cuatro días, Malcolm (Alex) me golpeó y me golpeó. Una escena se repitió 39 veces hasta que Malcolm dijo: ¡No puedo golpearla más!"
Después de la película, mantuvo contacto con Kubrick, que un día se quejó con ella sobre el problema que tenía de perder calcetines cada vez que ponía la lavadora, por lo que ese año le regaló por Navidad un par de calcetines rojos, una referencia jocosa a la escena en la que ella es despojada por Alex de su mono rojo, quedando desnuda excepto por un par de calcetines rojos.
También participó en series de televisión como UFO, capítulo 11, El triángulo cuadrado y en la serie de la BBC Los tres mosqueteros (1954). Anunció su retirada en 1992 tras concluir la serie de TV Lovejoy.[cita requerida]

### Vida personal
En la década de 1950, Corri tuvo una relación con el productor Patrick Filmer-Sankey, con quien tuvo dos hijos, y en 1961 contrajo matrimonio con el actor Daniel Massey, de quien se divorció en 1967.[cita requerida]
Corri falleció a los 85 años en Londres, Inglaterra, debido a una insuficiencia cardíaca.[cita requerida]